# Kulilu
Nella mitologia babilonese, Kulilu è uno spirito distruttivo, mezzo uomo mezzo pesce. La stessa parola, kulilu, in lingua sumera indica le "locuste di fiume", un tipo di insetti che proliferavano nei periodi di inondazione, e che potrebbero essere libellule o efemerotteri.
La formazione geologica Kulilu Cavus, sulla superficie di Tritone, ha ricevuto tale nome in onore di Kulilu.

## Curiosità
Il mito babilonese di Kulilu potrebbe essere una delle fonti di ispirazione utilizzate da Howard Phillips Lovecraft per la mostruosa creatura Cthulhu che appare in molte sue opere.